# Steatococcus madagascariensis
Steatococcus madagascariensis är en insektsart som beskrevs av Mamet 1951. Steatococcus madagascariensis ingår i släktet Steatococcus och familjen pärlsköldlöss.
Artens utbredningsområde är Madagaskar. Inga underarter finns listade i Catalogue of Life.